# Kazuki Fukai
Kazuki Fukai (深井 一希?, Fukai Kazuki; Sapporo, 11 marzo 1995) è un calciatore giapponese, centrocampista del Consadole Sapporo.

## Palmarès

### Club

#### Competizioni nazionali
- J2 League: 1

Consadole Sapporo: 2016